# 대청로 (기장군)
대청로(大淸路)는 부산광역시 기장군 기장읍 대라리부터 청강리 청강사거리까지 잇는 부산광역시의 도로이다. 대청로라는 이름은 기장읍 대라리와 청강리를 잇는 도로로써 대라리의 '대'와 청강리의 '청'을 따서 조합한 것이다. 대라리 교차로부터 청강사거리까지 구간은 부산광역시도 제2305호선에 속한다.

## 경유지
부산광역시
- 기장군 기장읍

## 노선
- 연한 분홍색(■): 부산광역시도 제2305호선 구간

| 이름             | 접속 노선                                                         | 소재지 | 소재지 | 비고 |
| ---------------- | ----------------------------------------------------------------- | ------ | ------ | ---- |
| 이진캐스빌아파트 | 차성서로                                                          | 기장군 | 기장읍 | 기점 |
| 대라리 교차로    | 부산광역시도 제2305호선 부산 기장군도 제27호선 (차성로)           | 기장군 | 기장읍 |      |
| 청강교           |                                                                   | 기장군 | 기장읍 |      |
| 청강사거리       | 부산광역시도 제23호선 (기장대로) 부산광역시도 제2304호선 (대변로) | 기장군 | 기장읍 |      |